# 假如明日天放晴
《假如明日天放晴》是PALETTE開發的PC用成人遊戲，2006年2月24日發售。Palette的第五部作品。日文簡稱是（Moshiraba）。

## 登場人物

### 主要角色
鳩羽一樹（聲：神田浩介（廣播劇CD））
6月10日生 / O型
本作的主人公，「姬宮學園」的三年級的男生，成績優秀及忠厚老實的少年，屬於園藝部。年幼時母親死去。
野乃崎姐妹的亡父和一树的父亲是表兄弟，因此野乃崎姐妹算是他的二代表亲。
野乃崎明穗（聲：西田小麥）
5月25日生 / B型
一树的表姐(比他大一个月)，也是同班同學及女朋友。
學園的三年級的女生，雙親於十年前的交通事故中死去，其後明穗被一樹的父親收養了。園藝部部長，文武雙全，學園里的紅人。不善於用精密機器，愛好是看時代劇。在某初夏死於急病，成為幽靈。
野乃崎翼
3月3日生 / B型
一树的表妹，明穗的妹妹。
學園的一年級。與明穗一樣，和一樹同住。屬於戲劇部，性格天真爛漫。稱一樹為「哥哥」。容易感到寂寞的人。羡慕姐姐的才華。
湊川珠美（聲：AYA）
7月17日生 / AB型
學園的一年級的女生，翼的同班同學及密友，說近畿方言。「姬宮神社」的巫女，要強的性格，不喜歡男人，荒廢學業。
千早（聲：牧泉美）
不可思議的金髮少女，穿和服，性格柔弱，喜歡冰淇淋。真面目是瘟神。和一樹們成為朋友。

### 次要角色
香坂彩乃（聲：一色光）
11月22日生 / A型
學園的女生，一樹的同班班長及戲劇部部長。稱翼為「野乃崎妹」。實際上喜歡一樹。
東直之（聲：小池竹蔵）
6月14日生 / A型
學園的男生，一樹的同班同學及朋友。屬於足球部，性格開朗。
白澤美幸（聲：吉澤悠亞）
4月8日生 / O型
學園的女教員，教英語，一樹們的班主任。
榎本謙介（聲：中本伸介）
學園的男教員，教數學，號稱全學園最嚴格的教師。通稱「榎謙」（Enoken）。
榎本實（聲：神月葵）
於第4章登場，榎本謙介的獨生子，小學生，死於交通事故，與明穗一樣，成為幽靈。
吉賽兒 Giselle（聲：星野未來）
鳩羽家的貓，喜歡明穗。

## 各章標題
- Prologue：The Long Goodbye
- Chapter1：GHOST
- Chapter2：（鬼小姐）
- Chapter3：（展翅）
- Chapter4：（Birthday）
- Chapter4.5：（某周末）
- Chapter5：Dance with the lovers
- Chapter6：
  - 明穗編：（紅線）
  - 翼編：As you like
  - 珠美編：My Duty
  - 千早編：（贖罪）

## 製作人員
- 原畫、人物設計：（Kusukusu）
- 腳本：NYAON
- 音樂：樋口秀樹（Higuchi Hideki）
- 主題曲歌手：WHITE-LIPS
  - 片頭曲（假如明日天放晴）
  - 插入曲（風平浪靜）
  - 插入曲（雛鳥）
  - 片尾曲（我想成為照耀你的明月）

## 相關商品
- 假如明日天放晴 Sound Track（預約優惠）
- 假如明日天放晴 Official Fan Book（2006年8月11日發售、Comic Market70）
- 假如明日天放晴 Drama CD（2006年8月11日發售、Comic Market70）
- 假如明日天放晴 Extra Sound Track（2006年10月22日發售、DreamParty東京2006秋）

## 影響
《假如明日天放晴》在日本美少女游戏与动画相关商品销售网站Getchu.com的2006年销量榜上排名第23名。

## 腳註
1. ↑  . Getchu.com.   [2014年4月14日]. （原始内容存档于2015年9月24日） （日语）.
2. ↑  . Getchu.com.   [2013年8月11日]. （原始内容存档于2018年11月8日） （日语）.

## 外部連結
- 假如明日天放晴 （页面存档备份，存于） （日語）
- 《假如明日天放晴》在視覺小說數據庫的頁面 （英文）